# Vervins
Vervins település Franciaországban, Aisne megyében. Lakosainak száma 2574 fő (2022. január 1.). Vervins La Bouteille, Fontaine-lès-Vervins, Gercy, Hary, Landouzy-la-Cour és Thenailles községekkel határos.

## Népesség
A település népessége az elmúlt években az alábbi módon változott:
| Lakosok száma | 2833 | 2721 | 2663 | 2685 | 2507 | 2502 | 2552 | 2587 | 2600 | 2574 |
|               | 1968 | 1982 | 1990 | 2006 | 2013 | 2015 | 2017 | 2019 | 2020 | 2022 |